# Frančišek Asiški
Frančišek Asiški, rojen kot Giovanni di Bernardone, italijanski frančiškan, redovni ustanovitelj, diakon in svetnik; * 1181 ali 1182, Assisi (Umbrija, Italija), † 3. oktober 1226.

## Življenjepis
Frančišek Asiški se je rodil leta 1181/1182 v mestu Assisi, v  Umbriji v srednji Italiji. Njegov oče Pietro Bernardone je bil premožen trgovec z blagom. Mati Pika Bourlement je bila doma iz Provanse v Franciji. Frančiška so krstili za »Janeza« (Giovannija), vsi pa so ga klicali zgolj »Francesco« (mali Francozek), zaradi matere, ki je bila Francozinja. Prvo izobrazbo je Frančišek dobil v župnijski šoli svetega Jurija. Doma se je naučil tudi nekaj francoščine. Okrog sebe je rad zbiral fantovsko družbo in razmetaval očetovo bogastvo. Zaradi tega je bil med vrstniki zelo priljubljen.
Frančišek si je zelo želel postati vitez. Viteško čast in slavo si je hotel pridobiti z junaštvi v vojnah, ki jih takrat ni manjkalo. Pri dvajsetih letih  je odšel v vojno med Assisijem in Perugio, vendar so ga zajeli in je bil eno leto v ujetništvu.  Po vrnitvi domov je kmalu resno zbolel, vendar se je kasneje udeležil tudi vojne v Apuliji, v južni Italiji.

## Versko delovanje
Na poti je imel skrivnostne sanje, ki so spremenile njegovo mišljenje in življenje. Poromal je v Rim, ves se je posvetil molitvi in premišljevanju o božji prisotnosti, o človekovi popolni svobodi, o prostosti v Bogu. Spoznal je, da je pot do tega življenje po evangeliju, zato se je zavzel za dosledno izpolnjevanje evangelija. Njegovo življenje se je zelo spremenilo. Pomagal je ubožnim in bolnim, njegov oče se je kmalu zbal za svoje bogastvo, ker ga je Frančišek tako razdajal, zato je zahteval, da se je moral Frančišek javno odpovedati dediščini. 
V navzočnosti škofa in meščanov se je leta 1206 (marca ali aprila) na trgu pred asiško stolnico odpovedal svoji dediščini in zapustil družinsko hišo.  Slekel je celo obleko in jo vrnil očetu z denarjem vred, z besedami: »Do zdaj sem Petra Bernardona klical za očeta, sedaj mu vrnem vse, tudi obleko. Zato ne bom več govoril: oče Bernardone, ampak bom po pravici molil: Oče naš, ki si v nebesih.«
Ko je Frančišek nekega dne molil v napol razpadli in podrti cerkvici svetega Damijana, je zaslišal besede: "Frančišek, ali ne vidiš, da se moja hiša podira? Pojdi in jo popravi!" Frančišek je te besede razumel dobesedno in je začel popravljati cerkev. Popravil je tudi papeško baziliko svete Marije Angelske, v kateri je Porciunkula. V njej je večkrat molil in tam spoznal, da ga Bog pošilja popravljat živo Božjo hišo, Cerkev iz ljudi, ki je v tistem času versko razpadala. Porciunkula je bila takrat last benediktinskega samostana na Monte Subasiu. Samostanske predstojnike je prosil, da so jo njemu prepustili v uporabo in oskrbo. Tukaj se je Frančišek sedaj naselil, stregel pri maši, se poglabljal v molitev in premišljevanje ter z vso iskrenostjo vedno iskal božjo voljo, da bi jo z ljubeznijo izpolnil.
24. februarja, na god svetega Matije leta 1208, je kakor navadno ministriral pri maši v porcijunkulski cerkvici. Pri maši je duhovnik bral evangelij, kako je Kristus poslal apostole oznanjat evangelij: »Pojdite rajši k izgubljenim ovcam Izraelove hiše. Spotoma pa oznanjajte in govorite: Nebeško kraljestvo se je približalo. Bolnike ozdravljajte, mrtve obujajte, gobave očiščujte, demone izganjajte. Zastonj ste prejeli, zastonj dajajte. Ne oskrbujte se ne z zlatom ne s srebrom ne z bakrom v pasovih, ne s popotno torbo ne z dvema suknjama ne s sandali ne s palico, kajti delavec je vreden svoje hrane« (Mt 10,6-10). Frančišku so bile te besede kot odkritje, saj je doumel njihov pravi pomen in vsebino. Spoznal je pomen uboštva v osebnem življenju vsakega kristjana, kakor tudi v življenju vse Cerkve. Kristusov apostol mora biti ubog, da ga more Bog napolniti s svojo ljubeznijo; biti mora apostol uboštva. Odtlej je hotel živeti v uboštvu, kot so živeli Kristus in apostoli.
Po maši je pred cerkvijo odložil svojo puščavniško obleko, si oblekel sivorjavo tuniko (haljo) s kapuco iz trde neobdelane volne, kakršno so takrat nosili najbolj siromašni ljudje v njegovem kraju, in se opasal z vrvjo. Poln svetega navdušenja je šel v župnijsko cerkev svetega Jurija, kjer je imel svojo prvo pridigo. Govoril je preprosto, a zelo prepričljivo. Potem je hodil okrog in pridigal povsod, kjer so bili ljudje pripravljeni poslušati. Spodbujal jih je k pokori in medsebojni ljubezni. Njegove preproste, iskrene in prisrčne besede so šle ljudem do srca. Imel je srce polno ljubezni, zato je znal vse pomiriti, potolažiti, razveseliti in ohrabriti.

## Ustanovitev reda
Frančiškov zgled, njegov pristni evangeljski duh in njegove prepričevalne besede so nekatere ljudi tako prevzele, da so se odločili, da se mu pridružijo in sprejmejo njegov način življenja. Prvi, ki se mu je pridružil, je bil bogat in ugleden trgovec iz Assisija, Bernard da Quintavalle. Kmalu se jima je pridružil tudi pravnik Peter Cattani. S tema dvema bratoma je šel Frančišek 16. aprila 1209 v asiško cerkev svetega Nikolaja, kjer so prosili duhovnika, naj jim trikrat odpre evangeljsko knjigo. Vsakokrat se jim je odprla na mestu, kjer govori o poslanstvu apostolov in njihovem uboštvu. 
Frančišek se je ves vesel zahvalil Bogu, ki je v njem in njegovih bratih začrtal pot evangeljskega uboštva. Obrnil se je k bratoma in jima rekel: "Brata, to je naše življenje in naše vodilo, kakor tudi vseh tistih, ki hočejo stopiti v našo družbo. Pojdita torej in spolnita, kar sta slišala." To je bil dan ustanovitve reda manjših bratov: frančiškanov, pa tudi kapucinov in  minoritov. 
Od tega dne naprej so bratje živeli skupaj v duhu evangelija, ki jim ga je Gospod pokazal. Število je kmalu naraslo na dvanajst bratov, ki so se v duhu prave ponižnosti poimenovali Fratres minores - Manjši bratje. Naselili so se v celici poleg porcijunkulske cerkvice. Tu so se posvetili molitvi, premišljevanju, pridiganju in delu. Stregli so gobavcem, ki so bili v bližini, pomagali ljudem pri delu na polju in pri drugem delu. Za svoje delo niso prejemali denarja, ampak le hrano, ki so jo potrebovali. Ljudje so se jih kmalu navadili, občudovali so njihovo predanost Bogu, njihovo plemenitost, preprostost in dobro voljo.
Leta 1210 je papež Inocenc III. ustno potrdil Vodilo, ki ga je napisal Frančišek.  Tako je bil red manjših bratov kanonično ustanovljen. Frančišek je postal vrhovni predstojnik novoustanovljenega reda. Bil je tudi posvečen v diakona, duhovnik pa ni nikoli postal, ker se je imel za nevrednega te službe.
Vedno več mladih moških je prihajalo, da bi se pridružili redu. Okoli porcijunkulske cerkvice so si postavili koče iz slame in protja. Frančišek je vzgajal in vodil svoje brate z veliko očetovsko ljubeznijo, ničesar jim ni ukazoval, v ničemer jim ni bil najprej sam zgled, bil je strog in dosleden v zahtevah, vendar ni nikoli nikogar žalil. Brate je pošiljal po dva in dva v bližnje in daljne kraje oznanjat Kristusov evangelij spreobrnjenja.

### Poslanstvo
Frančiškovi bratje so prvi med redovi sprejeli v svoj program »apostolat med pogani«, torej misijone. Krščanstvo so oznanjali tudi v Sveti deželi in v Maroku. Leta 1220 so prvi Frančiškovi bratje umrli mučeniške smrti v Maroku. Tudi Frančišek se je odpravil leta 1219 v Sveto deželo, v Sirijo in Egipt, kjer je pogumno šel pred sultana Malek-al-Kamila in mu govoril o Kristusu. 
Sredi leta 1220 se je Frančišek spet vrnil v Assisi. Vodstvo reda je sedaj prepustil svojima vikarjema bratoma Petru in Eliju, sam pa se je umaknil v samoto na goro La Verna,  kjer se je posvetil urejanju discipline in notranjega življenja svoje številne redovne družine. Tam je leta 1224 doživel mistično izkustvo stigmatizacije, kar je prvi zapisani primer tega fenomena.  Telesno trpljenje je dojemal kot dediščino Kristusovega trpljenja, o čemer govori tudi znana Sončna pesem - Hvalnica stvarstva (Cantico deo frate sole)  .

### Redovna pravila
S sodelovanjem brata Elija je za red napisal Vodilo sv. Frančiška , ki ga je papež Honorij III. potrdil 29. novembra 1223, v osmem letu svojega papeževanja.
Frančišek je leta 1221 napisal tudi vodilo za Tretji red sv. Frančiška  (tudi III. red), katerega člani živijo doma v svojih družinah v vsakdanjem življenju in dolžnostih ter se trudijo, da bi živeli v evangeljskem duhu, po frančiškovem vzgledu.

### Sveta Klara Asiška
Na prošnjo asiškega škofa je Frančišek veliko pridigal v asiški stolnici. Med številnimi poslušalci je bilo tudi mlado prikupno dekle Klara iz plemiške družine v Assisiju. Ob frančiškovih govorih jo je vedno močneje vznemirjala misel, da bi se tudi ona odpovedala svetu. Posvetovala se je z njim in spoznala, da jo Bog kliče, naj se mu v evangeljskem uboštvu popolnoma posveti. Marca leta 1212 je pred oltarjem v porcijunkulski cerkvi odložila svojo bogato obleko in iz Frančiškovih rok sprejela spokorno redovno obleko. Pod njegovim vodstvom je pri cerkvici svetega Damijana ustanovila II. red frančiškovske družine, takrat imenovan "uboge gospe", danes pa poznan kot klarise.

## Frančiškova smrt
Ko je Frančišek zaslutil, da se mu bliža čas smrti, je prosil svoje brate, naj ga prenesejo k Porcijunkuli, da bi svoje življenje sklenil tam, kjer se je naselil s svojimi brati in se ves posvetil Bogu. Od tam je poslal prve misijonarje po svetu, tam so se vsako leto ob binkoštih zbirali njegovi bratje iz vseh krajev. Zvečer, 3. oktobra 1226 so ga na njegovo željo prinesli v porcijunkulsko cerkvico in ga položili na gola tla. Poklical je k sebi vse brate in jih ljubeče prosil, naj ljubijo Boga, ostanejo zvesti veri in se natančno držijo uboštva. Od njih se je poslovil z besedami: »Zbogom bratje, ostanite v Božjem strahu, jaz grem k Očetu, čigar milosti vam priporočam.«
Nato je izdihnil, star komaj 44 let.

### Frančiškani po frančiškovi smrti
Pri svojem apostolskem delu pa so bratje vedno bolj čutili potrebo, da bi se morali o Svetem pismu bolj izobraziti. Ustanovili so prvo frančiškansko bogoslovno šolo v Bologni (1223 - 1224). Prvi profesor bogoslovja je postal sveti Anton Padovanski. Med frančiskani so bili tudi znamenitimi učenjaki, kot sveti Bonaventura (1221 - 1274), Aleksander Haleški (1170 - 1245), Robert Grosseteste (1175 – 1253), Vilijem Ockham (1285 - 1349), Roger Bacon (okoli 1214 - 1292), Janez Duns Skot (1266 - 1308), v novejših časih pa tudi Valentin Vodnik (1758 - 1819) in pater Stanislav Škrabec (1844 - 1918)

## Kanonizacija
Papež Gregor IX. je 16. julija 1228, samo dve leti po smrti, razglasil Frančiška Asiškega za svetnika in določil, da se njegov god obhaja 4. oktobra. Na papeževo željo je brat Elija sezidal v Assisiju veličastno cerkev, posvečeno svetemu Frančišku Asiškemu. 25. maja 1230 so vanjo iz cerkve sv. Jurija prenesli Frančiškovo truplo.

## Frančiškova pot -Cammino francescano
Po Toskani, Apeninih, Umbriji in po Markah vse do Rima vodi božja pot po sledeh sv. Frančiška Asiškega, ki je hkrati tudi urejena turistična pešpot, podobna "francoski" jakobovi poti v Španiji. V italijanščini je zanjo več imen: Cammino francescano, Cammino di san Francesco, Via di san Francesco (Frančiškovo pot jo je treba razlikovati od t. i. Via Francigena, Frankovske poti, ki je peljala (oz. pelje) iz Nemčije ("Frankovske") preko Firenc do Rima).